# Лавринович, Владимир Степанович
Вла́димир Степа́нович Лаврино́вич (бел. Уладзімір Сцяпанавіч Лаўрыно́віч; 1913—1945) — сержант Рабоче-крестьянской Красной Армии, участник Великой Отечественной войны, Герой Советского Союза (1945).

## Биография
Владимир Лавринович родился 28 декабря (15 декабря ― по старому стилю) 1913 года в деревне Порса (ныне — Вилейский район Минской области Белоруссии). В июле 1944 года Лавринович был призван на службу в Рабоче-крестьянскую Красную Армию. С августа того же года — на фронтах Великой Отечественной войны. К январю 1945 года сержант Владимир Лавринович был пулемётчиком 338-го стрелкового полка 96-й стрелковой дивизии 48-й армии 3-го Белорусского фронта. Отличился во время боёв в Восточной Пруссии.
31 января 1945 года Лавринович принимал участие в отражении немецкой контратаки. Противник атаковал силами более ста пехотинцев при поддержке танков и штурмовых орудий в районе населённого пункта Калькштайн (ныне — Вапник к югу от города Орнета). Огнём своего пулемёта Лавринович уничтожил более 50 солдат и офицеров противника, а затем со связкой гранат бросился под танк, ценой своей жизни уничтожив его. Действия Лавриновича способствовали успешному отражению контратаки. Первоначально был похоронен в Орнете, позднее перезахоронен на воинском кладбище в Бранево Варминьско-Мазурского воеводства Польши.
Указом Президиума Верховного Совета СССР от 19 апреля 1945 года за «образцовое выполнение боевых заданий командования на фронте борьбы с немецкими захватчиками и проявленные при этом мужество и героизм» сержант Владимир Лавринович посмертно был удостоен высокого звания Героя Советского Союза. Также посмертно был награждён орденом Ленина.

## Память
В честь Владимира Лавриновича названа улица в городе Вилейка (Минская область, Беларусь).